# Зельда Вільямс
Зельда Вільямс (англ. Zelda Williams; нар. 31 липня 1989, Нью-Йорк, Нью-Йорк, США) — американська актора кіно та телебачення, дочка відомого актора Робіна Вільямса і продюсера Марші Грасес Вільямс.

## Життєпис
Зельда народилася в Нью-Йорку в сім'ї Робін Вільямса та його другої дружини Марші Грасес Вільямс. Вона була назвава на честь принцеси Зельди з серія відеоігор The Legend of Zelda. Її мати частково філіппінського та частково фінського походження. Зельда, старша з дітей Вільямса від його другої дружини. Має молодшого брата Коді та старшого брата Захара Пама «Зак» Вільямса.
Робін Вільямс описувала себе як пристрасного гравця в відеоігри, та шанувальниці серії «The Legend of Zelda». Вона заявила, що The Legend of Zelda: Majora's Mask є її улюбленою грою.
Зельда Вільямс є відкритою бісексуалкою та кілька років зустрічалась з зіркою серіалу Додому і в дорогу Джексон Гейвуд.
Після смерті батька в її акаунтах в Twitter, Instagram та інших з'явилися образливі коментарі, в зв'язку з чим, вона закрила їх. Адміністрацією Twitter, в зв'язку цим інцидентом, було вирішено посилити політику щодо мережевих хуліганів та тролів.

## Фільмографія
| Рік     | Назва                     | Роль                                  | Примітки                            |
| ------- | ------------------------- | ------------------------------------- | ----------------------------------- |
| 1994    | У пошуках доктора Зевса   | Дочка                                 | ТВ фільм                            |
| 1995    | Дев'ять місяців           | Маленька дівчина #3 у балетному класі |                                     |
| 2004    | Таємниці минулого         | Мелісса                               |                                     |
| 2008    | Був би світ моїм          | Френкі                                |                                     |
| 2009    | Не дивися вгору           | Матя                                  |                                     |
| 2010    | See You on the Other Side | Зої Мелоа                             | Короткометражний фільм              |
| 2010    | Jezuz Loves Chaztity      | Chaztity                              | Короткометражний фільм              |
| 2010    | Detention                 | Сара                                  |                                     |
| 2011    | Дурні питання             | Люси                                  | Короткометражний фільм              |
| 2012    | Вовкулака                 | Келлі                                 |                                     |
| 2012    | Нуби                      | Рікі                                  |                                     |
| 2012    | Підлітки хочуть знати     | Марісса                               | Епізоди: "1.1", "1.2", "1.3", "1.4" |
| 2013    | Вовченя                   | Кейтлін                               | 2 епізоди                           |
| 2014    | Ніколи                    | Нікі                                  |                                     |
| 2014    | Аватар: Легенда про Кору  | Кувіра (озвучення)                    | 11 епізодів                         |
| 2015-16 | Черепашки Ніндзя          | Мона Ліза (озвучення)                 | 4 епізоди                           |
| 2016    | Літо мертвих              | Дрю Рівз                              |                                     |
| 2016    | Дівчина у коробці         | Дженіс Гукер                          | ТВ фільм                            |
| 2017    | Dark/Web                  | Чейсі                                 | 2 епізоди                           |
| 2017    | Зшивачі                   | Зельда                                | 1 епізод                            |
| 2024    | Ліза Франкенштейн         |                                       | Режисерка                           |

| Рік            | Назва                                         | Роль            |
| -------------- | --------------------------------------------- | --------------- |
| 26 квітня 2016 | King's Quest - Chapter III: Once Upon A Climb | Амайя Блакстоун |